# Compsibidion amantei
Compsibidion amantei là một loài bọ cánh cứng trong họ Cerambycidae.